# Weezer
Weezer ist eine US-amerikanische Alternative-Rock-Band aus Los Angeles. Sie wurde am 14. Februar 1992 gegründet. Ihr Stil beinhaltet dynamisch-gitarrengetriebenen College- und Indie-Rock, aber auch Power Pop und Hardrock.

## Geschichte
Der Sänger Rivers Cuomo begeisterte sich vor der Bandgründung für klassischen Heavy Metal, aber auch für die Beach Boys. Er gründete Weezer, um beide Einflüsse zu verbinden. Der erste Gitarrist Jason Cropper verließ bereits während der Aufnahmen des ersten Albums die Band, weil seine Freundin schwanger war. Für ihn sprang Brian Bell ein, der vorher Bassist der Band „Carnival Art“ gewesen war. Der Song Buddy Holly sollte ursprünglich nur wie ein Pop-Hit klingen, doch es wurde tatsächlich einer, und Weezer wurden weltbekannt. Dazu trug nicht zuletzt der von Spike Jonze inszenierte Musikclip bei, der die Protagonisten in eine Folge der US-Fernsehserie „Happy Days“ transferierte. Einem weiteren Publikum wurden Weezer auch durch den Umstand bekannt, dass das Video zu Buddy Holly auf der Windows-95-CD-ROM enthalten war. Das erste Album hieß zwar „Weezer“, ist heute aber aufgrund der Farbe des Covers als The Blue Album bekannt.
Das zweite Album, Pinkerton, war düsterer und wenig erfolgreich, gilt aber bei vielen Weezer-Fans rückblickend als ihr stärkstes Album. Kommerziell floppte es allerdings so sehr, dass die Band anschließend für ein paar Jahre nicht mehr existierte. Speziell die letzten Zeilen des Songs Butterfly am Ende des Albums („I ain’t never coming back, I’m sorry“) ließen viel Platz für Spekulationen um eine Auflösung der Gruppe. Cuomo begann ein Studium an der Harvard University, Matt Sharp (der sich mit Cuomo zerstritten hatte) gründete „The Rentals“, Pat Wilson „The Special Goodness“ und Brian Bell „The Space Twins“.
Im Jahr 2000 fand man mit dem neuen Bassisten Mikey Welsh († 8. Oktober 2011) wieder zusammen, und „Weezer“, bekannt als The Green Album, wurde aufgenommen, das wieder poppiger und hitverdächtiger als Pinkerton war, wie besonders der Erfolg des Songs Island In The Sun zeigte. Das Album war bei Fans und Kritikern ein Erfolg, und die Band ging auf Welttournee. Welsh wurde jedoch 2001 nach einem Selbstmordversuch durch Drogen aufgrund eines Nervenzusammenbruchs durch Scott Shriner ersetzt. Fortan blieb die Besetzung der Band unverändert.
Das vierte Album war Maladroit, auf dem Rivers Cuomo seiner Leidenschaft für 80er-Hardrock frönte. Es knüpfte aber nicht an den Erfolg des Vorgängeralbums an und fand auch bei Kritikern wenig Beifall.
Am 9. Mai 2005 stand der Release des fünften Weezer-Albums Make Believe an, das durch die dazugehörige Hitsingle Beverly Hills wieder zu einem Verkaufserfolg wurde, ansonsten allerdings von der Musikpresse verhalten aufgenommen wurde. Daraufhin gingen Weezer nach einigen Festivalauftritten gemeinsam mit den Foo Fighters auf Tournee. Nach Beendigung der Tourneen war der Status der Band zunächst unklar. Ein missverständliches Interview mit Rivers Cuomo 2006, das als Auflösungsverlautbarung gedeutet wurde, wurde später von ihm selbst dementiert bzw. klargestellt.
Am 3. Juni 2008 wurde das sechste Weezer-Album veröffentlicht, das bereits dritte Album mit dem schlichten Namen Weezer, bekannt als The Red Album. Das Video zur ersten Single-Auskopplung Pork and Beans zeigte Anspielungen und Parodien auf diverse Videos vom Videoportal YouTube. Am 3. November 2009 wurde das siebte Weezer-Album Raditude veröffentlicht, in welchem die Band erstmals Einflüsse aus Synth-Pop und Hiphop mit einbrachte. Es verkaufte sich gut, stieß jedoch ebenso wie der Vorgänger bei vielen Kritikern und Fans auf wenig Gegenliebe.
Am 14. September 2010 erschien das achte Studioalbum Hurley, mit welchem die Band daher wieder zu ihren Wurzeln zurückkehren wollte. Von der Kritik überwiegend positiv aufgenommen, war es das sechste Album, mit dem Weezer die Top Ten der US-Billboard-Charts erreichten.
Am 2. November 2010 veröffentlichten Weezer die Kompilation Death to False Metal mit zehn Songs, die bisher nicht auf Alben oder B-Sides erschienen waren. Wenig später ging die Band erneut ins Studio, doch die Aufnahmen wurden nach einer Weile abgebrochen, weil der Produzent Shawn Everett, der bereits für Hurley verantwortlich gewesen war, die Musiker davon überzeugte, dass das Songmaterial zu schwach sei.
Erst im Juni 2014 kündigte die Band nach längerer Pause ihr neuntes Studioalbum Everything will be alright in the End an, das wie bereits das blaue und das grüne Album von Ric Ocasek produziert wurde. Die erste Single war Back to the Shack.
Ende Oktober 2015 veröffentlichte Weezer die Single Thank God for Girls. Einige Tage später, Anfang November selbigen Jahres wurde bereits die nächste Single Do you wanna get high? veröffentlicht, und Anfang April 2016 erschien das zehnte Studioalbum, das ein weiteres Mal schlicht mit Weezer betitelt war und von Fans als The White Album bezeichnet wurde. Die Platte wurde überwiegend positiv aufgenommen. Das elfte Album, Pacific Daydream, folgte im Oktober 2017, war durch eine Hinwendung zu poppigeren Klängen gekennzeichnet und erhielt gemischte Kritiken.

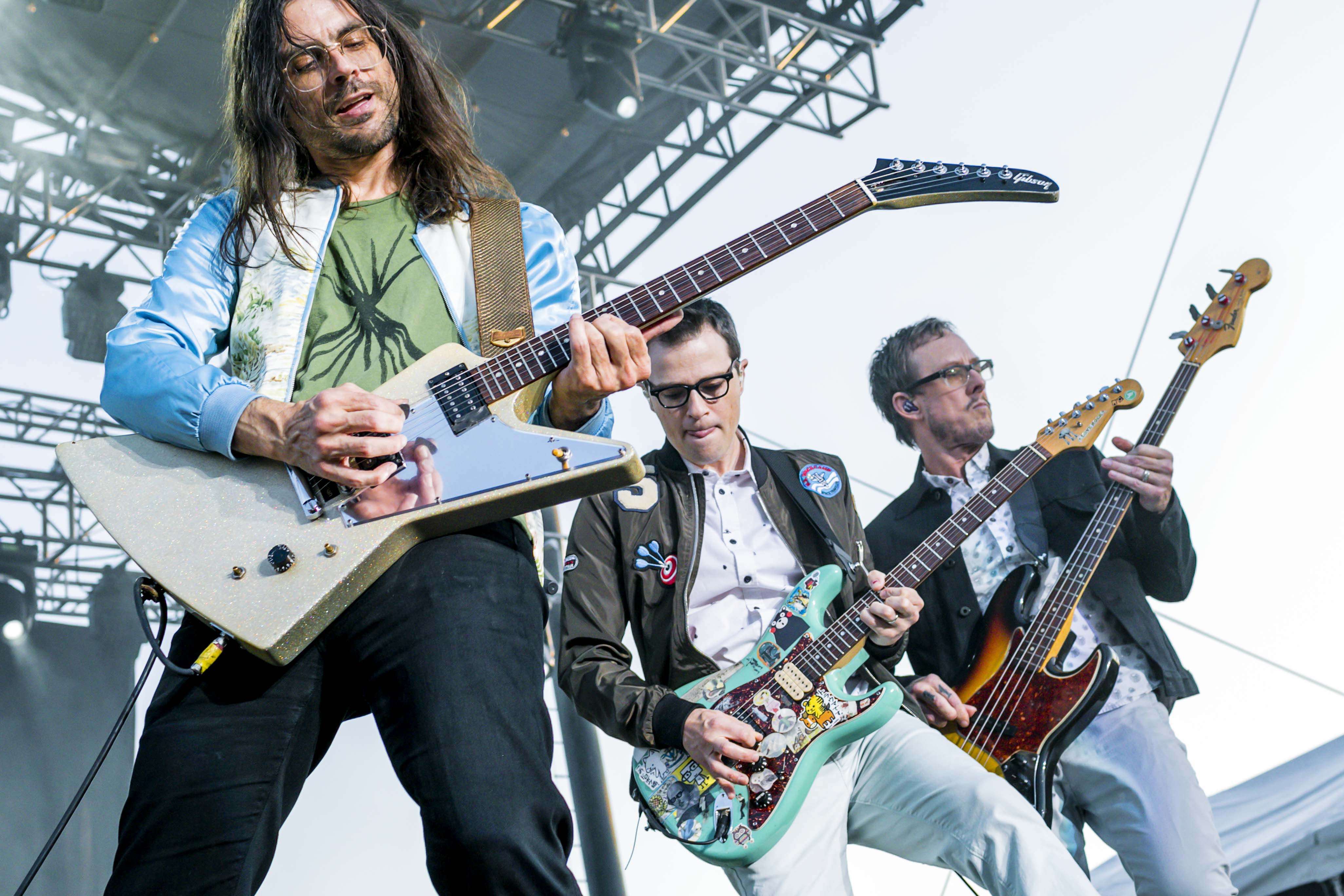
Weezer, 2016

2018 drängten Fans die Band mit einer Internet-Kampagne dazu, den Song Africa von Toto zu covern. Zum allgemeinen Erstaunen gaben die Musiker tatsächlich nach und veröffentlichten im Herbst 2018 ihre Version des Liedes, mit einem dazugehörigen Musikvideo, in dem der amerikanische Komödiant Weird Al Yankovic auftritt und das den Videoclip der Debütsingle Undone – The Sweater Song von Weezer von 1994 nachstellt. Darüber hinaus interpretierten Weezer den Toto-Song Rosanna. Im Gegenzug coverten Toto den Weezer-Song Hash Pipe. Im Januar 2019 veröffentlichten Weezer zudem überraschend The Teal Album, das neben Africa neun weitere Cover von bekannten Songs der 1980er Jahre enthielt und von den Fans überwiegend begeistert aufgenommen wurde. Bereits am 1. März 2019 erschien darüber hinaus The Black Album, das wieder eigene Songs beinhaltete. Im selben Jahr steuerten sie mit einer Coverversion von Lost in the Woods einen Bonustrack zum Soundtrack des Films Frozen 2 bei.
Im Januar 2021 veröffentlichte Weezer das 14. Studioalbum OK Human und die Single All My Favorite Songs daraus. Der Titel des Albums ist eine Anspielung auf das Album OK Computer der Band Radiohead. Das Album wurde vollständig analog aufgenommen und in Zusammenarbeit mit einem Orchester eingespielt.
Am 20. März 2022 veröffentlichte Weezer das EP-Album SZNZ: Spring mit sieben Songs. Rivers Cuomo kündigte auf Twitter an, dass vier Alben jeweils zu Beginn der Jahreszeiten (englisch: Seasons, kurz SZNZ) erscheinen und nach diesen benannt würden: Spring, Summer, Fall, Winter.

## Diskografie
Studioalben

| Jahr | Titel Musiklabel                                             | Höchstplatzierung, Gesamtwochen, AuszeichnungChartplatzierungen (Jahr, Titel, Musiklabel, Platzierungen, Wochen, Auszeichnungen, Anmerkungen) | Höchstplatzierung, Gesamtwochen, AuszeichnungChartplatzierungen (Jahr, Titel, Musiklabel, Platzierungen, Wochen, Auszeichnungen, Anmerkungen) | Höchstplatzierung, Gesamtwochen, AuszeichnungChartplatzierungen (Jahr, Titel, Musiklabel, Platzierungen, Wochen, Auszeichnungen, Anmerkungen) | Höchstplatzierung, Gesamtwochen, AuszeichnungChartplatzierungen (Jahr, Titel, Musiklabel, Platzierungen, Wochen, Auszeichnungen, Anmerkungen) | Höchstplatzierung, Gesamtwochen, AuszeichnungChartplatzierungen (Jahr, Titel, Musiklabel, Platzierungen, Wochen, Auszeichnungen, Anmerkungen) | Anmerkungen                                                    |
| Jahr | Titel Musiklabel                                             | DE | AT | CH | UK | US | Anmerkungen                                                    |
| ---- | ------------------------------------------------------------ | --- | --- | --- | --- | --- | -------------------------------------------------------------- |
| 1994 | Weezer (The Blue Album) Geffen Records (BMG)                 | DE61 (10 Wo.)DE | AT47 (3 Wo.)AT | — | UK23 Gold · (21 Wo.)UK | US16 ×5Fünffachplatin · (83 Wo.)US | Erstveröffentlichung: 10. Mai 1994 Verkäufe: + 6.750.000       |
| 1996 | Pinkerton Geffen Records (BMG)                               | DE65 (10 Wo.)DE | AT41 (3 Wo.)AT | — | UK43 Silber · (2 Wo.)UK | US19 Platin · (17 Wo.)US | Erstveröffentlichung: 24. September 1996 Verkäufe: + 1.600.000 |
| 2001 | Weezer (The Green Album) Geffen Records (UMG)                | DE21 (11 Wo.)DE | AT15 (12 Wo.)AT | — | UK31 Gold · (8 Wo.)UK | US4 Platin · (36 Wo.)US | Erstveröffentlichung: 15. Mai 2001 Verkäufe: + 3.600.000       |
| 2002 | Maladroit Geffen Records (UMG)                               | DE29 (5 Wo.)DE | AT22 (4 Wo.)AT | CH44 (5 Wo.)CH | UK16 Silber · (3 Wo.)UK | US3 Gold · (19 Wo.)US | Erstveröffentlichung: 14. Mai 2002 Verkäufe: + 900.000         |
| 2005 | Make Believe Geffen Records (UMG)                            | DE32 (4 Wo.)DE | AT17 (8 Wo.)AT | CH58 (3 Wo.)CH | UK11 (4 Wo.)UK | US2 Platin · (47 Wo.)US | Erstveröffentlichung: 10. Mai 2005 Verkäufe: + 3.750.000       |
| 2008 | Weezer (The Red Album) Interscope Records (UMG)              | DE60 (3 Wo.)DE | AT39 (5 Wo.)AT | — | UK21 (3 Wo.)UK | US4 (23 Wo.)US | Erstveröffentlichung: 3. Juni 2008 Verkäufe: + 625.000         |
| 2009 | Raditude Interscope Records (UMG)                            | DE94 (1 Wo.)DE | — | — | UK80 (1 Wo.)UK | US7 (13 Wo.)US | Erstveröffentlichung: 27. Oktober 2009 Verkäufe: + 110.000     |
| 2010 | Hurley Epitaph Records (E.O. Smith Music)                    | DE63 (1 Wo.)DE | — | CH87 (1 Wo.)CH | UK49 (1 Wo.)UK | US6 (8 Wo.)US | Erstveröffentlichung: 14. September 2010 Verkäufe: + 175.000   |
| 2014 | Everything Will Be Alright in the End Republic Records (UMG) | DE95 (1 Wo.)DE | — | CH57 (1 Wo.)CH | UK37 (1 Wo.)UK | US5 (6 Wo.)US | Erstveröffentlichung: 7. Oktober 2014                          |
| 2016 | Weezer (The White Album) Crush Music (WMG)                   | DE51 (1 Wo.)DE | AT51 (1 Wo.)AT | CH39 (1 Wo.)CH | UK24 (2 Wo.)UK | US4 (6 Wo.)US | Erstveröffentlichung: 1. April 2016                            |
| 2017 | Pacific Daydream Crush Music (WMG)                           | — | — | — | UK68 (1 Wo.)UK | US23 (2 Wo.)US | Erstveröffentlichung: 27. Oktober 2017                         |
| 2019 | Weezer (The Teal Album) Crush Music (WMG)                    | — | — | — | UK60 (1 Wo.)UK | US5 (9 Wo.)US | Erstveröffentlichung: 24. Januar 2019 Coveralbum               |
| 2019 | Weezer (The Black Album) Crush Music (WMG)                   | DE96 (1 Wo.)DE | — | CH82 (1 Wo.)CH | UK73 (1 Wo.)UK | US19 (1 Wo.)US | Erstveröffentlichung: 1. März 2019                             |
| 2021 | OK Human Crush Music (WMG)                                   | DE35 (1 Wo.)DE | — | CH32 (1 Wo.)CH | UK91 (1 Wo.)UK | US41 (1 Wo.)US | Erstveröffentlichung: 29. Januar 2021                          |
| 2021 | Van Weezer Crush Music (WMG)                                 | DE25 (1 Wo.)DE | AT26 (1 Wo.)AT | CH40 (1 Wo.)CH | UK30 (1 Wo.)UK | US11 (1 Wo.)US | Erstveröffentlichung: 7. Mai 2021                              |

## Sonstiges
Für ihre ersten beiden Alben verwendete Weezer ein D#/Eb tuning (D# G# C# F# A# D#)-Tuning. Dabei werden alle Gitarren-Saiten einen Halbton tiefer gestimmt, was den Klang deutlich fetter macht.
Die Lieder von Weezer wurden mehrfach in Musik-Computerspielen verwendet, so My Name Is Jonas in Guitar Hero III: Legends of Rock, Say it Ain’t so in Rock Band, Buddy Holly in SingStar Vol. 1 und Guitar Hero On Tour: Decades, und Why Bother? in Guitar Hero 5. Ferner ist Ruling Me in dem Rennspiel Need for Speed: Hot Pursuit und Buddy Holly auf der Windows-95-CD enthalten.
Der Song Memories ist die Trailermusik von Jackass 3D und wird auch ganz am Ende des Films gespielt.